# Mosiera bissei
Mosiera bissei är en myrtenväxtart som beskrevs av Urquiola och Z.Acosta. Mosiera bissei ingår i släktet Mosiera och familjen myrtenväxter.
Artens utbredningsområde är Kuba. Inga underarter finns listade i Catalogue of Life.